# A Umbra Omega
A Umbra Omega peti je studijski album norveškog black metal-sastava Dødheimsgard. Diskografska kuća Peaceville Records objavila ga je 16. ožujka 2015.

## Popis pjesama
Glazba: Vicotnik.
| 1.    | »The Love Divine« (instrumentalna pjesma) |                       | 1:03  |
| 2.    | »Aphelion Void«                           | Vicotnik              | 15:14 |
| 3.    | »God Protocol Axiom«                      | Vicotnik              | 13:13 |
| 4.    | »The Unlocking«                           | Aldrahn               | 11:21 |
| 5.    | »Architect of Darkness«                   | Vicotnik              | 11:59 |
| 6.    | »Blue Moon Duel«                          | Olivier Côté, Aldrahn | 14:20 |
| 67:10 |                                           |                       |       |

## Recenzije
| Recenzije       | Recenzije |
| Izvor           | Ocjena    |
| --------------- | --------- |
| Metal Hammer    | [ 2 ]     |
| Metal Injection | 7/10      |

Album je dobio pozitivne kritike. Dom Lawson dao mu je četiri zvjezdice od njih pet u recenziji za časopis Metal Hammer i zaključio je: „Naravno, A Umbra Omega  i dalje posve shvaća što ekstreme čini privlačnima, a blastbeatova i divljih, neskladnih rifova ima u izobilju, no umjesto da počne pisati pjesme koristeći se isprobanom metodom prčkanja [po dijelovima pjesme] po kriterijima koje su si postavili, [članovi] Dødheimsgard[a] pustili su mašti na volju, što je dovelo do pet nemilosrdnih i perverznih epskih pjesama (uz uvodnu skladbu) koje su neobuzdano filmske i koje s ukusom preziru bilo kakav oprez.” Kevin Stewart-Panko dao mu je sedam bodova od njih deset u recenziji za Metal Injection i izjavio je: „Prethodni su DHG-jevi albumi nastali tako što su [glazbenici] bacali sve što ih je nadahnjivalo na hrpu i tako oblikovali sloj po sloj. A Umbra Omega također je nastala tako, ali u tom procesu dodavanja ništa se ne gubi. Ovo bi mogao biti jedini album koji možete slušati cijele [godine] te ćete uvijek otkrivati neke nove elemente i pitati se kako i zašto...”

## Zasluge
Dødheimsgard
- Vicotnik – gitara, vokali, produkcija, miksanje
- Aldrahn – vokali
- Sekaran aka Terghl – bubnjevi

Dodatni glazbenici
- Lars Emil Måløy – bas-gitara (na 5. i 6. pjesmi)

Ostalo osoblje
- Thrawn – mastering
- Olivier Côté – tekst (na pjesmi „Blue Moon Duel”)
- Eirik Aspaas – fotografija
- Pia Isaksen – dizajn